# Ili (prefektura autonomiczna)
Ili (chiń. 伊犁哈萨克自治州; pinyin: Yīlí Hāsàkè Zìzhìzhōu; kaz. Іле Қазақ аутономиялық облысы; ujg. ئىلى قازاق ئاپتونوم ۋىلايىتى, Ili Qazaq Aptonom Oblasti) – kazachska prefektura autonomiczna w Chinach, w regionie autonomicznym Sinciang. Siedzibą prefektury jest Yining. W 2000 roku liczyła 3 821 940 mieszkańców. 
Prefektura autonomiczna Ili jest zarządzana bezpośrednio przez władze Sinciangu. Prefekturze podlegają prefektury Altay i Tacheng.

## Podział administracyjny
Prefektura autonomiczna Ili podzielona jest na:
- 3 miasta: Yining, Kuitun, Korgas
- 7 powiatów: Yining, Huocheng, Gongliu, Xinyuan, Zhaosu, Tekes, Nilka,
- powiat autonomiczny: Qapqal.